# Girls! Girls! Girls! (sang)
"Girls! Girls! Girls!" er en komposition af Jerry Leiber og Mike Stoller fra 1960. Den er indsunget og udgivet på singleplade af den amerikanske vokalgruppe The Coasters, som fik et mindre hit med den samme år.

## Elvis Presleys udgave
Elvis Presley indsang sin version af "Girls! Girls! Girls!" til brug som titelnummer til Elvis-filmen Girls! Girls! Girls! fra 1962. Sangen blev indspillet af Elvis hos Radio Recorders i Hollywood den 27. marts 1962.
Elvis udsendte ikke sangen på singleplade, men den udkom i november 1962, på samme tid som filmens premiere, på en LP-plade med soundtracket fra filmen. Soundtracket hed ligeledes Girls! Girls! Girls!.
"Girls! Girls! Girls!" med Elvis Presley er endvidere på CD'en fra 18. juli 1995 Command Performances – The Essential 60's Masters, vol. 2, som er en samling af de bedre af Elvis' filmsange fra hans 31 spillefilm.

### Besætning
Folkene bag Elvis' udgave af sangen er:
- Elvis Presley, sang
- Scotty Moore, guitar
- Tiny Timbrell, guitar
- Robert Bain, guitar
- Barney Kessel, guitar
- Alton Hendrickson, guitar
- Dudley Brooks, klaver
- Harold Brown, orgel
- Ray Siegel, bas
- D.J. Fontana, trommer
- Hal Blaine, trommer
- Bernie Mattinson, trommer
- Homer "Boots" Randolph, saxofon
- The Jordanaires, kor

### Alternativ version
Ud over den ovenfor nævnte version indspillede Elvis Presley en alternativ udgave. Den blev optaget i samme studie, men dagen efter, altså 28. marts 1962. Denne udgave blev udsendt i 1993 på albummet Double Features.